# Debbie Does Dallas
Debbie Does Dallas es una película estadounidense porno estrenada en 1978 escrita por Maria Minestra y dirigida por Jim Clark y coprotagonizada por Bambi Woods, Herschel Savage y Eric Edwards, entre otros. Es una de las películas referente de la Edad de Oro del porno junto a Garganta profunda, Detrás de la puerta verde, The Devil in Miss Jones y The Opening of Misty Beethoven.

## Sinopsis
Debbie Benton (Bambi Woods), capitana del equipo de porristas del instituto, ha sido aceptada en el casting para ser cheerleader de los Dallas Cowboys, el equipo más importante de fútbol americano de Texas. Sus padres lo desaprueban y se niegan a pagarle el viaje para hacer la prueba. En un intento por ayudar a Debbie, sus amigas animadoras Lisa (Georgette Sanders), Roberta (Misty Winter), Rikki (Sherri Tart), Tammy (Arcadia Lake), Pat (Kasey Rodgers) y Annie (Jenny Cole) deciden acompañarla hasta Texas. Cuentan con dos semanas para recaudar el dinero e irse a la prueba. En ese tiempo, renuncian a la actividad sexual con sus novios y forman una compañía a la que llaman Teen Services.
Tammy comienza a trabajar en una tienda de discos regentada por Tony (Tony Mansfield). Debbie consigue un trabajo en una tienda de deportes dirigida por el señor Greenfield (Richard Balla). Roberta convence a Hardwick (Eric Edwards) para que le dé un trabajo en una tienda de decoración, y Annie y Rikki comienza a limpiar coches para ganar algo de dinero.
El equipo masculino del instituto se muestra molesto por la falta de sexo, ya que las novias de muchos de ellos deciden marcharse con Debbie a Texas. El novio de Roberta, Rick (David Morris) y algunos compañeros de equipo se cuelan en las duchas de las porristas, donde están Roberta y Pat, y mantienen una escena de orgía. Mientras trabaja para Greenfield en la tienda de deportes, este convence a Debbie para que le permita ver sus pechos por diez dólares, y acariciarlos por otros 10. Finalmente se los chupa por 20 dólares extra. Al darse cuenta de que no podrán recaudar suficiente dinero por medios legítimos, Debbie convence a las otras amigas para que participen en actividades sexuales por más dinero, a lo que acceden, pero con algunas condiciones.
Después de pillar infraganti a Roberta masturbándose con la señora Hardwick, Roberta se involucra en actividades sexuales con el matrimonio Hardwick, ganando un poco de dinero extra. Rikki y Annie van a ver al señor Bradley (David Suton) para lavar su coche, pero Bradley no se encuentra en su domicilio, pero deciden lavarlo igualmente. Cuando finalmente regresa a su domicilio, Rikki y Annie le piden secar su ropa mojada. Bradly las desviste y las paga diez dólares, teniendo después un momento de sexo oral con ellas y realizando sexo anal con Annie.
En la biblioteca, Donna (Meryl Townsend) coquetea con el bibliotecario, el señor Biddle (Jack Teague). Al visitarla su novio Tim (Herschel Savage) intenta tener sexo con ella. Ella le realiza una felación, pillandoles en medio el propio Biddle. Donna permite que la azote sexualmente con el fin de evitar que dé parte a sus padres. Hamilton (Peter Lerman) y su amigo Ashly (Ben Pierce) están en la sauna del club de tenis después de un juego de tenis, y Hamilton convence a Lisa para realizarle otra felación mientras Ashley la penetra. En la tienda de discos, Tammy ha estado evitando los avances de Tony. Tammy decide llamar a Lisa, quien se une a los dos en la tienda. Lisa le ofrece a Tony "cualquier cosa" y ella comienza a maldecirlo, y luego Tammy se une, eyaculando Tony sobre los pechos de Tammy.
Debbie se viste como una "Vaquera de Texas", parte del uniforme de las cheerleader, pero llevado al estilo texano, y visita al señor Greenfield en su tienda, donde le realiza una felación y mantiene relaciones sexuales con él a la vez que Greenfield le masturba con el dedo y le produce un cunnilingus. La última escena muestra a Debbie manteniendo sexo en diversas posturas, eyaculando Greenfield sobre el pecho de Debbie.

## Casting
- Bambi Woods como Debbie Benton
- Robert Kerman como Mr. Greenfeld
- Misty Winter como Roberta
- Robin Byrd como Mrs. Hardwick
- Eric Edwards como Mr. Hardwick
- Sherri Tart como Rikki
- Jenny Cole como Annie
- David Suton como Mr. Bradly
- Merril Townsend como Donna
- Jack Teague como Mr. Biddle
- Herschel Savage como Tim
- Georgette Sanders como Lisa
- Peter Lerman como Hamilton
- Ben Pierce como Ashly
- Arcadia Lake como Tammy
- Tony Mansfield como Tony
- David Morris como Tim
- Kasey Rodgers como Pat

## Producción
La película fue producida y dirigida por Jim Clark. Algunas escenas fueron filmadas en el campo atlético del College de Brooklyn de la Universidad de la Ciudad de Nueva York, así como en la biblioteca del Pratt Institute de Brooklyn, todo ello sin el conocimiento, consentimiento y aprobación de la administración. Existe un rumor infundado en Internet que dice que ciertas escenas fueron filmadas en la Universidad Estatal de Nueva York, incluida la escena de la biblioteca. Sin embargo, eso fue poco probable después de una investigación con exalumnos, y el productor de la película dijo que dicho reclamo "era puramente inconcluso".

## Lanzamiento
La película fue lanzada en 1978. En Nueva York, un teatro que exponía películas para adultos fue denunciado por mostrar Debbie Does Dallas, puesto que mostraba a las Dallas Cowboy Cheerleaders. El caso fue llevado a los tribunales. Cuando el tribunal falló a favor de las cheerleaders, el Tribunal de Apelaciones de los Estados Unidos describió la película como una "película sexual, grosera y repugnante". Las porristas argumentaron que sus uniformes fueron imitados perfectamente por los productores de la película, lo que fue usado como reclamo publicitario.

## Repercusión de la película
Debbie Does Dallas se convirtió en un éxito comercial, y Bambi Woods fue agasajada para participar y bailar en diversos clubes de Nueva York, como el Plato's Retreat o el mítico Studio 54. Sin embargo, se encontraba angustiada cuando su popularidad llevó a que fuese conocida por sus más allegados, que no la reconocieron como actriz pornográfica. 
Bambi Woods realizó dos secuelas directas de Debbie Does Dallas, antes de apartarse de la escena pública. Desapareció en una fecha incierta, a mediados de los años 1980. Un artículo, publicado el 6 de febrero de 2005 por el periódico australiano The Age, afirmó que la joven habría muerto en 1986 de una sobredosis de drogas, sin que se investigaran las causas concretas de su fallecimiento. Dicha hipótesis fue apoyada en diversos medios. Su historia llegó a la televisión con el reportaje Debbie Does Dallas Uncovered, del canal británico Channel 4, que se emitió ese mismo año. En el metraje se intentó rastrear a su familia durante la década de 1990, y se contrató a un investigador privado que informó que Woods podría estar viva en el área de Des Moines (Iowa), y que deseaba no tener más participación ni publicidad por su carrera.
Sin Bambi Woods, Debbie Does Dallas tuvo otras tres secuelas, así como cuatro spin-off y otras películas que fueron producidas gracias al efecto y difusión de la primigenia. Inclusive, el legado cultural se mantuvo durante años con un musical homenaje y un reality pornográfico.